# Aspàreg de la Barca
Aspàreg de la Barca (Montpeller, ~1170 - Tarragona, 1233) fou un destacat religiós occità, prebost de Sant Esteve de Tolosa, bisbe de Comenge, bisbe de Pamplona i arquebisbe de Tarragona. En l'àmbit polític destacà com a conseller del rei Jaume I d'Aragó i en l'àmbit religiós contribuí a la implatació de la reforma eclesiàstica del concili Lateranense del 1215.

## Biografia
Els seus orígens familiars són desconeguts, tot i que estava emparentat amb la reina Maria de Montpeller, mare de Jaume I d'Aragó; aquesta seria la raó per la qual el rei Jaume l'anomenava oncle.

### Arquebisbe de Tarragona
Va començar la carrera eclesiàstica com a prebost de Sant Esteve de Tolosa; del 1205 al 1206 fou bisbe de Comenge i posteriorment, del 1212 al 1215, fou bisbe de Pamplona.
L'agost del 1214, després que l'infant Jaume, que aleshores comptava sis anys, fos alliberat, fou presentat a la noblesa aragonesa i catalana a l'assemblea convocada a la ciutat de Lleida. Allí la noblesa va jurar obediència a Jaume I com a nou rei, mentre Aspàreg de la Barca, encara bisbe de Pamplona, el tenia a la falda durant la cerimònia.
El capítol tarragoní l'escollí per unanimitat el 23 de febrer de 1215 com a arquebisbe de Tarragona, funció que va exercir fins a la seva mort el 1233. Serà en aquest càrrec quan destacà notablement la seva obra política com a protector i conseller del rei Jaume I d'Aragó.

### Conseller de Jaume I
El 1218 el papa Honori III el va nomenar el primer dels consellers del rei durant la seva minoria d'edat. Va concertar treves amb els vescomtes de Cardona i Bearn Ramon Folc IV de Cardona i Guillem II de Montcada i de Bearn, els quals, amb els seus bàndols, amenaçaven la pau del país.
Va ajudar Jaume I a la conquesta de Mallorca amb l'aportació d'homes i diners; i va destacar com a figura de primera magnitud a les corts de Barcelona de 1228, en les quals s'acordà la conquesta d'aquella illa.
Morí a Tarragona el 1233 i fou enterrat a la catedral de Tarragona.

## Obra religiosa
Va continuar la persecució dels heretges valdesos que tenien molts partidaris a les poblacions de les muntanyes de Prades, i es va valdre de les prèdiques dels cartoixans d'Escaladei als quals, en agraïment, va concedir extensos territoris. En representació d'aquest prelat, el bisbe de Vic va participar en el concili Lateranense celebrat a Roma. En els debats, l'arquebisbe de Toledo va pretendre una declaració favorable a les seves pretensions a la primacia d'Espanya. El bisbe de Vic, en nom del seu cap s'hi va oposar, i allí es va iniciar un plet encara no resolt.
El 20 de juny de 1220 va donar per a l'obra de la Seu alguns delmes del terme i vila d'Alcover i altres drets sobre els delmes que la Mitra percebia en altres poblacions del Camp. S'atribueix a la munificència d'aquest prelat l'altar major primitiu de la Catedral, constituït d'una sola peça.
Va morir el dia 3 de març de 1233.

## Sepulcre i escut heràldic
La seva ossera està situada a la catedral de Tarragona, prop de la capella dels Sants Cosme i Damià. El seu escut: en camp d'atzur, un creixent d'argent.